# Tim Pawlowski
Tim Pawlowski (* 1980 in Detmold) ist ein deutscher Sportökonom und Hochschullehrer.

## Leben
Pawlowski studierte bis 2007 Volkswirtschaftslehre an der Universität zu Köln sowie Sportwissenschaft an der Deutschen Sporthochschule Köln (DSHS). 2009 wurde an der Sporthochschule seine Doktorarbeit angenommen, die Arbeit war von Christoph Breuer betreut worden. Von 2010 bis 2012 hatte Pawlowski an der DSHS eine Juniorprofessur für Sportökonomik inne. 2012 trat Pawlowski an der Eberhard Karls Universität Tübingen eine Professorenstelle für Sportökonomik an und wurde damit Amtsnachfolger von Helmut Digel. 2019 wurde Pawlowski an der Universität Tübingen Prodekan für Forschung.
Zu den Schwerpunkten seiner Forschungstätigkeit zählen Zuschauer von Sportveranstaltungen, insbesondere verhaltensökonomische Aspekte. Zu diesem Themenbereich veröffentlichte er 2013 „Wettbewerbsintensität im Profifußball. Eine empirische Untersuchung zur Bedeutung für die Zuschauer“. Er befasst sich mit Sportwettbewerben und -ligen, dem Bereich Sport und öffentliche Finanzen sowie Sporttreiben in der Gesellschaft, unter anderem aus gesundheits- und arbeitsmarktökonomischer Warte. 2014 brachte er das Werk „Sportökonomik Einführung kompakt“ heraus, im selben Jahr veröffentlichte er mit Breuer das Buch „Sport und öffentliche Finanzen: Die sportbezogenen Einnahmen und Ausgaben öffentlicher Haushalte in Deutschland“. Pawlowski ist Mitverfasser und Mitherausgeber des „Handbuchs Sportökonomik“, welches 2016 erschien.